# کارلو تامبرلانی
کارلو تامبرلانی (ایتالیایی: Carlo Tamberlani؛ ‏ ۱۱ مارس ۱۸۹۹ – ۵ اوت ۱۹۸۰) بازیگر اهل ایتالیا بود. 
از فیلم‌هایی که وی در آن نقش داشته است، می‌توان به مشاور، کنت آکوئیلا، حوری آسمانی، دیوارهای مالاپاگا، اسب تروآ، عهد عتیق، غول رودس، سامسون، آدم و حوا، ماه نو، میهمان یک‌شبه، جوزپه وردی، فانوس شیطان، پیروزی ده گلادیاتور و گذرنامه سرخ اشاره کرد.